# أنابل توريس
أنابل توريس (بالإسبانية: Anabel Torres)‏ هي كاتِبة وأمينة مكتبة ومترجمة وشاعرة كولومبية، ولدت في 28 ديسمبر 1948 في بوغوتا في كولومبيا.